# Locuste
Pour les articles homonymes, voir Locuste (homonymie).
Taxons concernés
- Voir textemodifier

Locuste est un nom vernaculaire ambigu désignant en français plusieurs espèces de criquets grégariaptes appartenant à l'ordre des orthoptères. Contrairement aux sauteriaux, ils sont capables de se transformer complètement lorsque leur population atteint un certain seuil de densité pour devenir grégaires et migrateurs.

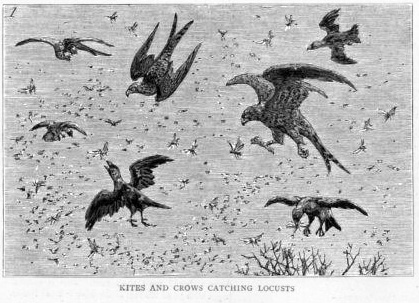
Oiseaux attrapant en vol des criquets migrateurs (locustes), en Inde. Gravure de 1891 (Illustrated London News and The Graphic), extrait de "The Locust Plague in Northern India", dans "The Graphic", 1891.

## Étymologie
Ce terme dérive du latin locusta « sauterelle ; langouste », par conséquent, les « locustes de mer » peuvent désigner de nombreuses espèces de plusieurs infra-ordres de Pleocyemata, par exemple des langoustes ou crevettes. Nommé d'après le terme latin, le genre Locusta Linnaeus 1758, est un des premiers genres de criquets scientifiquement décrit.

## Descriptions
Ces espèces peuvent se multiplier rapidement sous des conditions favorables et devenir grégaires et migratrices. Leurs nymphes forment alors des bandes larvaires et les adultes forment des essaims qui se déplacent sur de longues distances en ravageant végétaux sauvages et cultures où ils peuvent causer des dégâts considérables.

## Les espèces

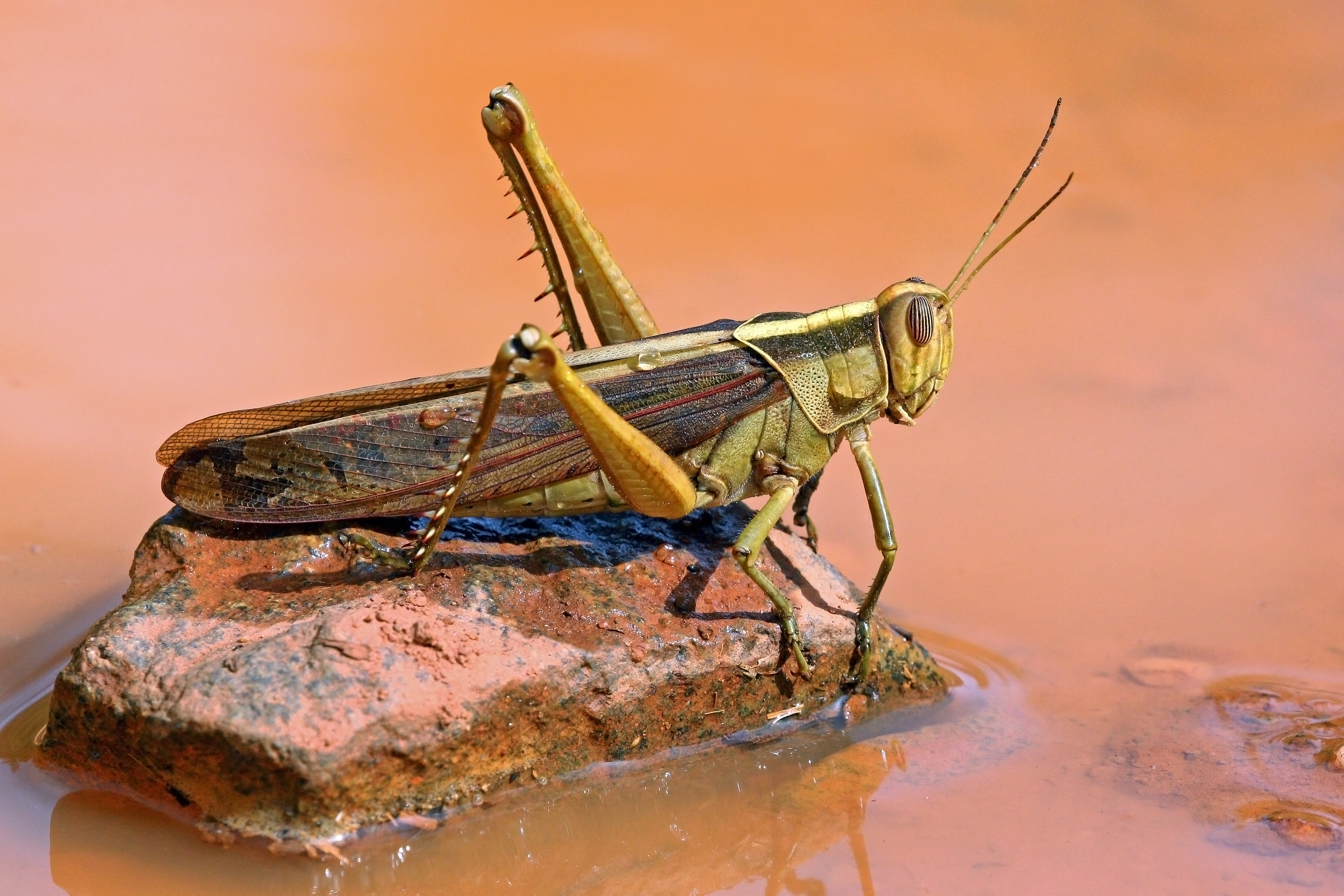
Acanthacris ruficornis.

Quelques exemples d’espèces de locustes sont :
- Schistocerca americana
- Chortoicetes terminifera
- Nomadacris succincta
- Locustana pardalina
- Schistocerca gregaria
- Calliptamus italicus
- Nomadacris septemfasciata
- Anacridium spp.
  - Anacridium aegyptium
  - Anacridium melanorhodon
  - Anacridium wernerellum
- criquet migrateur Locusta migratoria
- criquet nomade Nomadacris septemfasciata
- criquet marocain Dociostaurus maroccanus
- criquet pèlerin Schistocerca gregaria : probablement l’espèce la plus importante vu son aire de distribution très large (Afrique du Nord, Moyen-Orient et Asie du Sud) et sa capacité à migrer sur de très longues distances.
- criquet des Montagnes Rocheuses (Melanoplus spretus) : cette espèce nord-américaine formait les essaims les plus grands jamais rapportés, mais elle a disparu vers la fin du XIXe siècle.

Quelques espèces ne sont grégaires qu'épisodiquement :
- Oedaleus senegalensis (Sahel)
- Aiolopus simulatrix

## Les essaims

### Formation des essaims
Quand ses populations sont de faibles densités, l'insecte adopte une phase dite solitaire : il vit reclus, évite ses congénères et migre seulement la nuit. Si leurs densités sont élevées et que leurs sources d'alimentation se raréfient, ils adoptent une phase dite grégaire et se regroupent en bandes de nymphes (ou larves, sans ailes) ou en essaims d'adultes (ailés) très mobiles.
Les rassemblements sont en relation avec la concentration d'une hormone, la sérotonine, : au cours des contacts entre criquets en phase solitaire, notamment par frottements des pattes arrière, le taux de sérotonine est multiplié par trois dans les ganglions thoraciques (qui sont une partie du système nerveux central). Ce pic transitoire de sérotonine déclenche le passage de la phase solitaire à la phase grégaire.
Une chaîne de réactions environnementales amène cette prolifération. Elle commence avec l'eau : les pluies, qui en quelques jours couvrent de végétation un désert, humidifient aussi les sols et déclenchent la maturation et l'éclosion des œufs de criquets. Les nymphes se nourrissent des plantes apparues à peu près en même temps qu'eux-mêmes.
Si les conditions restent favorables à la reproduction (abri du vent, végétation, concentration des pontes, etc.), les nymphes se regroupent en bandes et les criquets adultes en essaim. Les nymphes, qui ne volent pas, peuvent être piégées.

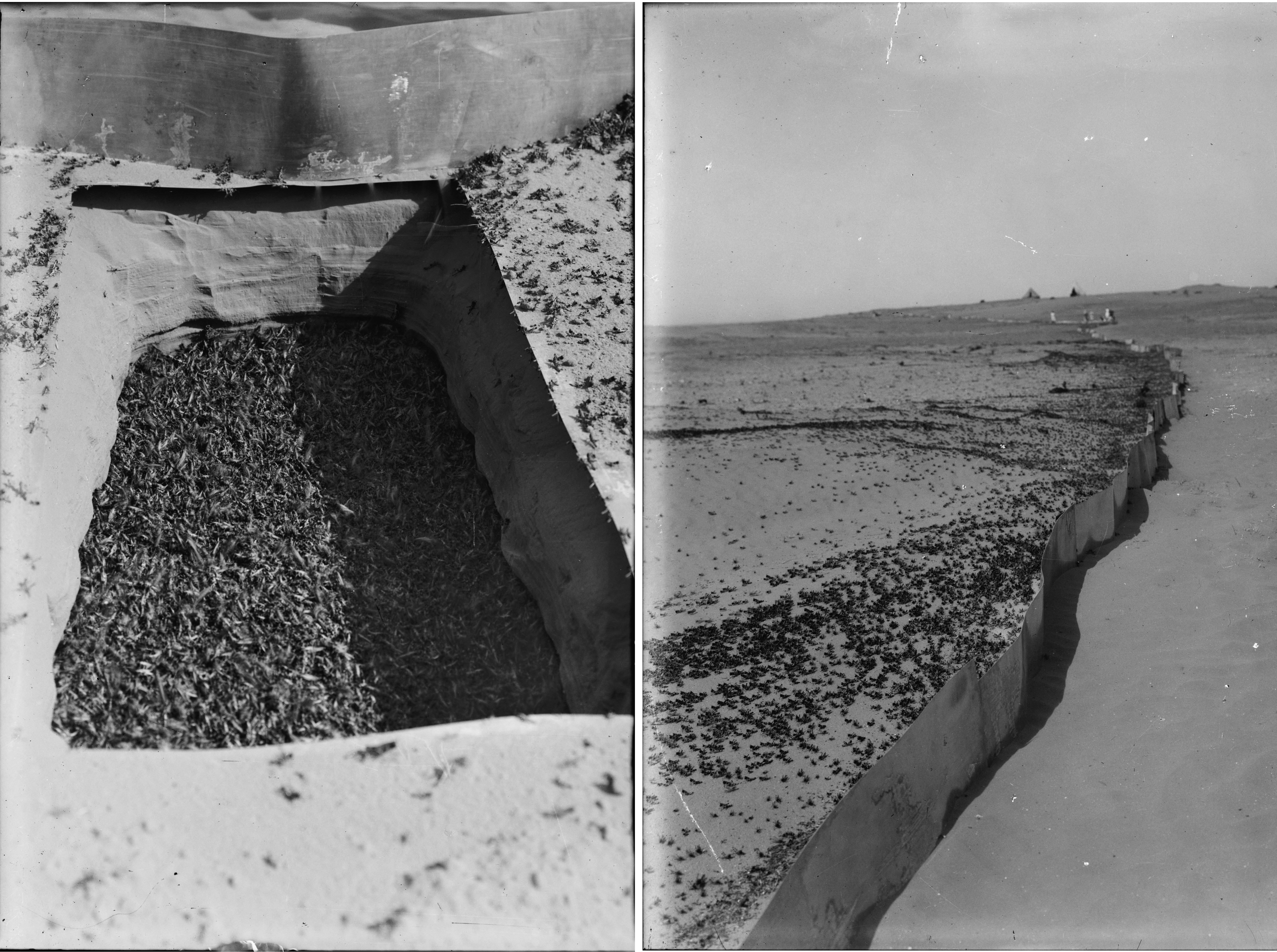
Bandes de nymphes piégées par un mur en zinc doublé d'une fosse (Palestine, 1930).

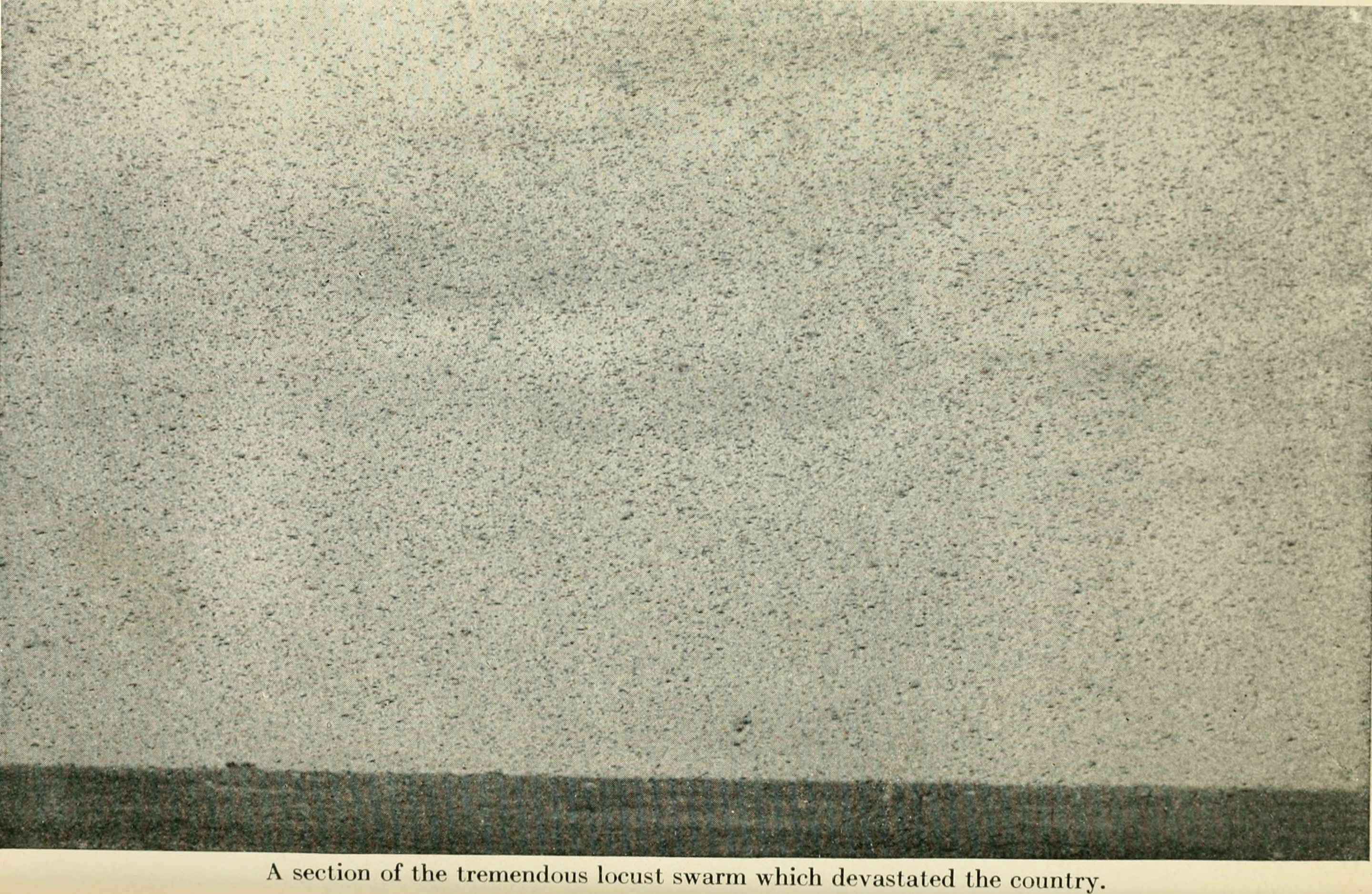
Essaim en Afrique (1931)

### Morphologie des essaims
Les essaims peuvent atteindre des tailles gigantesques, s'étendant sur plusieurs centaines de kilomètres et contenant des milliards d'individus. Lindsey (2002) donne les chiffres de 1 200 km2 (460 mi2) pour un essaim, avec entre 40 et 60 M de criquets par km2 ; un essaim de cette taille peut manger 192 M de kg (423 M de livres-poids) de végétation par jour.
Le comportement d'un essaim est souvent comparé à celui des nuages, car il subit les mêmes effets du vent. Ainsi, un essaim prend principalement deux formes différentes : cumuliforme ou stratiforme. Sous l'action des vents, un essaim peut avancer de 200 kilomètres par jour.[réf. nécessaire]

### Migration des essaims
Les essaims peuvent voler rapidement sur de grandes distances (quelques milliers de km en quelques semaines). En 1988, des essaims ont traversé l'Atlantique depuis la Mauritanie jusqu'aux Caraïbes, soit 5 000 km en 10 jours ; se posant chaque nuit sur des bateaux occasionnellement mais surtout sur les corps des premiers criquets noyés à leur amerrissage mais servant de radeaux pour leurs congénères.

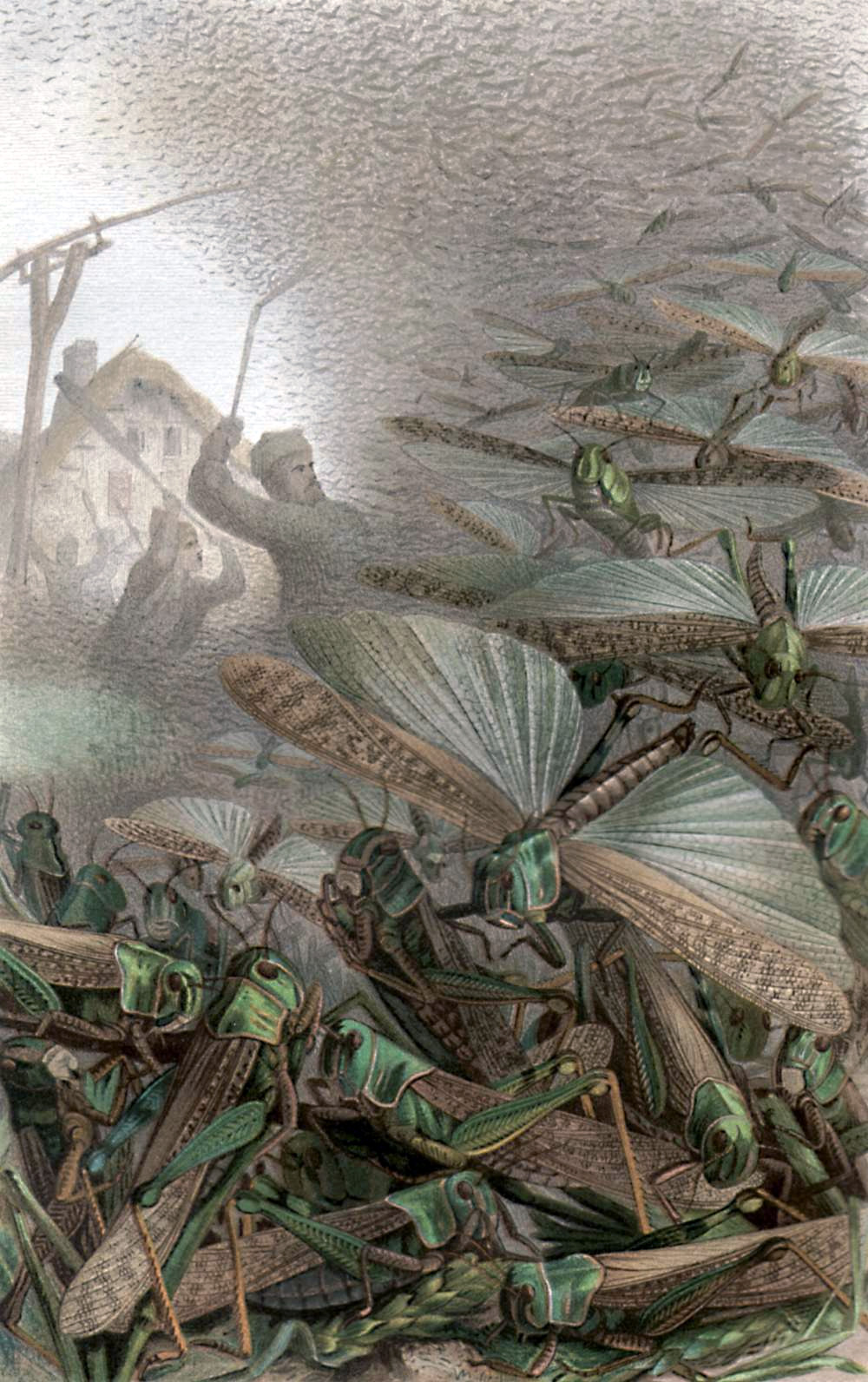
Illustration présentant une invasion de criquets locustes

## Les locustes dans la culture

### Traces dans l'histoire
L'Ancien Testament présente les criquets comme une plaie de l'humanité.

« Elles couvrirent la surface de toute la terre et la terre fut dans l'obscurité ; elles dévorèrent toutes les plantes de la terre et tous les fruits des arbres, tout ce que la grêle avait laissé et il ne resta aucune verdure aux arbres ni aux plantes des champs dans tout le pays d'Égypte. ». »

— ("Elles" pour le mot "sauterelles", désignant anciennement des criquets migrateurs).
Les entomologistes ont identifié les formes grégaires migratrices comme une espèce distincte  des formes solitaires sédentaires jusqu'au milieu du XXe siècle. Le savant Uvarov a l'idée que Locusta migratoria est la forme grégaire de Locusta danica. Lors d'expériences en laboratoire, il met des formes sédentaires dans des petites cages confinées; les insectes se transforment en formes grégaires. Au contraire, un criquet migrateur mis en isolement se transforme en phase sédentaire. Motivées par la lutte contre les invasions dans une perspective agronomique, ces recherches se développent dans le Centre anti-acridien, un institut international à Londres.

### Consommation
La pertinence de l'utilisation des insectes comme ressource alimentaire en prévention des famines a été débattue lors d'une conférence de la FAO réunissant en 2008 une trentaine de scientifiques de 15 pays à Chiang Mai (Thaïlande). Les insectes sont déjà consommés depuis des millénaires par de nombreuses populations du monde.
La chair des criquets aurait le goût de la viande de poulet ; mais ils doivent être mangés rapidement après leur mort car elle se décompose en environ 16 h. Chez les Nande (tribu majoritaire du grand nord de la province du Nord-Kivu) du Congo, leur consommation était jusqu'à une époque récente réservée aux hommes.
Les nymphes étaient mangées en brochettes jusque sur les tables des rois assyriens vers 700 ans av. J.-C.. Dans la Grèce Antique, cigales et criquets étaient enrobés de miel et mangés. En Thaïlande, ils sont cuisinés et proposés en apéritif. Au Mexique, ils sont cuisinés frits, et revenus avec des piments et un peu d’ail.
Alimentation animale
Confronté à l'insécurité alimentaire rampante aggravée par l'invasion massive de criquets de 2019-2020, le plus grand producteur d’aliments pour animaux du Pakistan utilise des criquets comme complément alimentaire pour des poulets. Cette action fournit aux agriculteurs une source alternative de revenus compensant en partie la destruction de leurs récoltes. L'extension de ce projet a été approuvée en juin 2020.

### Audiovisuel
Dans la série Les Envahisseurs, l'épisode Cauchemar (Nightmare épisode 7 de la saison 1) montre les Envahisseurs manipulant les nuées de locustes pour anéantir les ressources de l'Amérique puis du monde.
Dans la saga vidéoludique Gears of War, les locustes sont une horde d'humanoïdes, au teint blafard et à la peau calleuse. Les locustes vivent sous terre et leur but est l'éradication pure et simple des humains vivant à la surface de la planète.